# Skatteskrapan

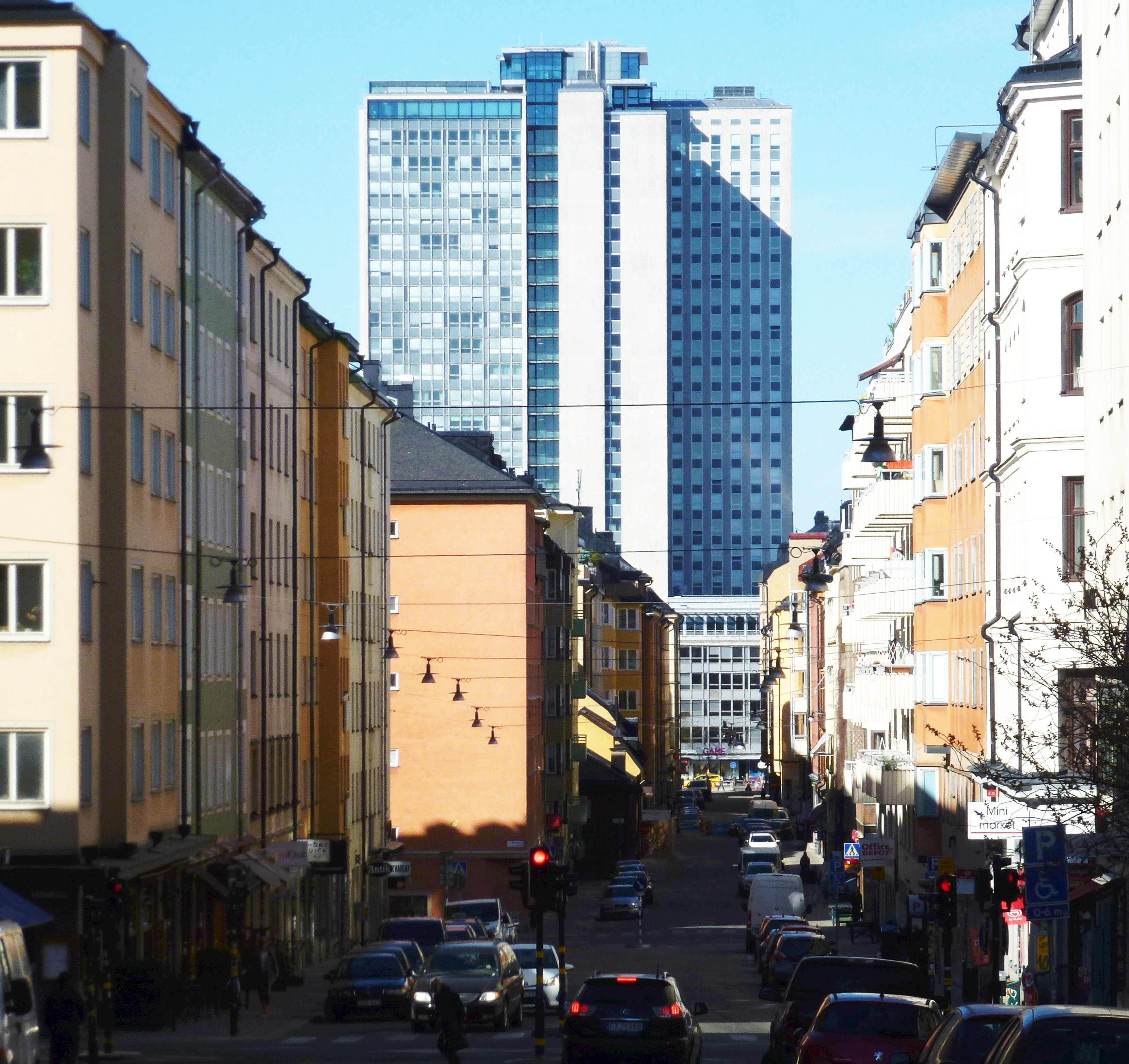
Skrapan vy längs Bondegatan, 2014.

Skrapan (tidigare Skatteskrapan, även Studentskrapan) är en skyskrapa belägen vid Götgatan på Södermalm i Stockholm. Skrapan är en känd Stockholmsbyggnad, ritad av funkisarkitekten Paul Hedqvist, med en av Sveriges första curtain wall-fasader. Byggnaden är belägen i kvarteret Gamen, som hetat så sedan 1800-talet, på centrala Södermalm och var tidigare huvudkontor för Skattemyndigheten i Stockholm (numera en del av Skatteverket).  Byggnaden är 86 meter hög och har 26 våningar. Den stod klar 1959 och uppfördes av Skånska cementgjuteriet och Bygg-Oleba Olle Engkvist AB.

## Beskrivning

### Skatteverket

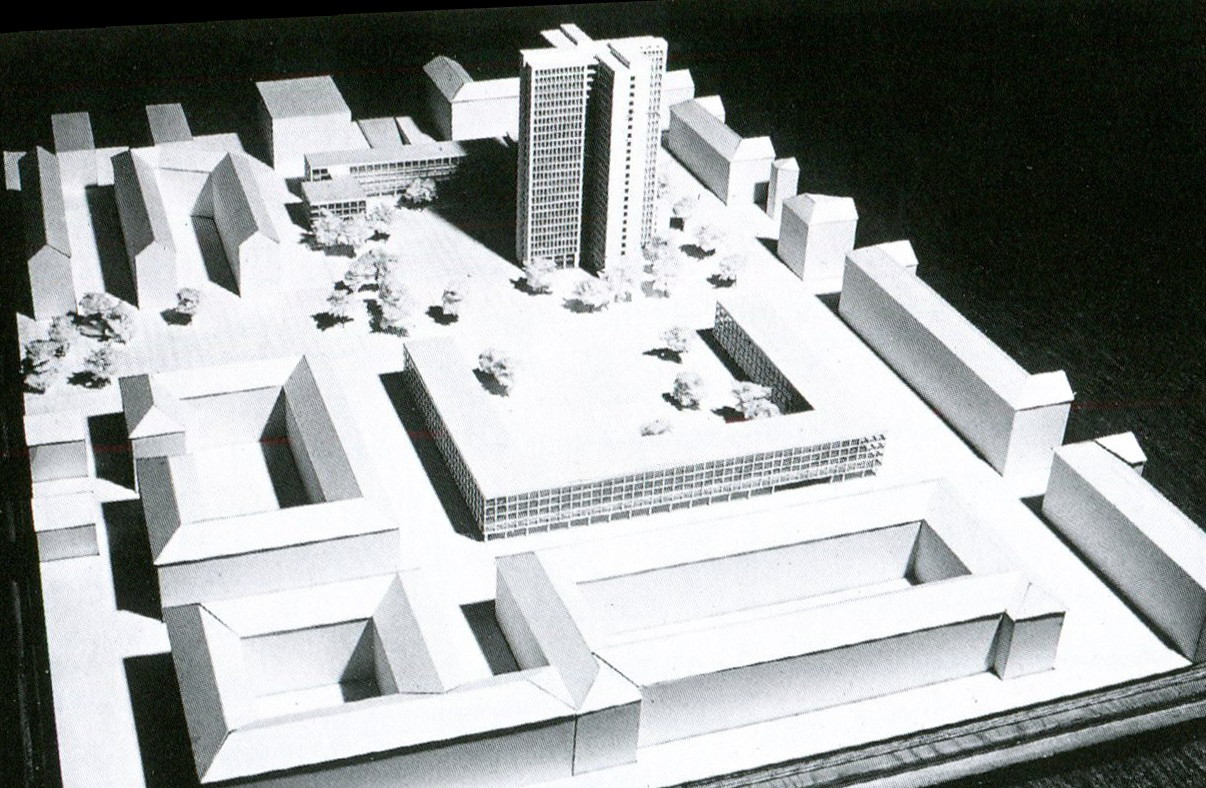
Skattehusets modell.

År 1954 fastställdes en ny stadsplan för området. I denna placerades skattehuset på en klippa i den tidigare sjön Fatburen. Komplexet bestod av ett höghustorn med 25 våningar omgiven av en låghusdel i fem våningar.
Paul Hedqvist gav huvudbyggnaden en turbinformad plan, vilket innebär fyra flyglar som omsluter ett centralt trapphus. Denna planlösning garanterade gott dagsljus till samtliga kontorsrum, som anordnades längs fasaderna med mittenkorridorer. Även korridorerna fick dagsljus genom gavelfönstren i korridorens slut. Korridorerna är korta och kontorsenheten i varje flygel är inte större än 180 m², vilket gav en ”mänsklig” arbetsplats utan ändlöst långa korridorer. Till höghuset ansluter en fem våningar hög byggnad, även den innehöll kontor samt en hall för allmänheten. 
Fasaderna består dels av en lätt curtain wall-konstruktion i glas och aluminium dels av bärande betongväggar, som behövdes för att göra den höga byggnaden vindstyv och stabil. Den uppglasade fasaden delade Hedqvist in i fyra fält med tre fönster i vardera fält, de slutna delarna består av fasadbetong med frilagd ballast i marmorkross.

### Studentbostäder
Efter att Skatteverket flyttat till Magnus Ladulåsgatan byggdes Skatteskrapan om invändigt för att ge plats åt studentbostäder. Huset kallas allt mer Studentskrapan, på grund av sin nya funktion.
Torsdagen den 20 september 2007 invigdes den nya gallerian Skrapan, som är belägen i markplanet. Byggnaden var från början 24 våningar hög men två våningar med restaurang och skybar har lagts till i samband med ombyggnaden till studentbostäder. Arkitekt för om- och tillbyggnaden är Ahrbom & Partner, som arbetat med kvarteret sedan 1994.

## Skatteskrapan i populärkultur
I ett avsnitt av den amerikanska tv-serien The Simpsons omtalas Skatteskrapan.

## Bilder

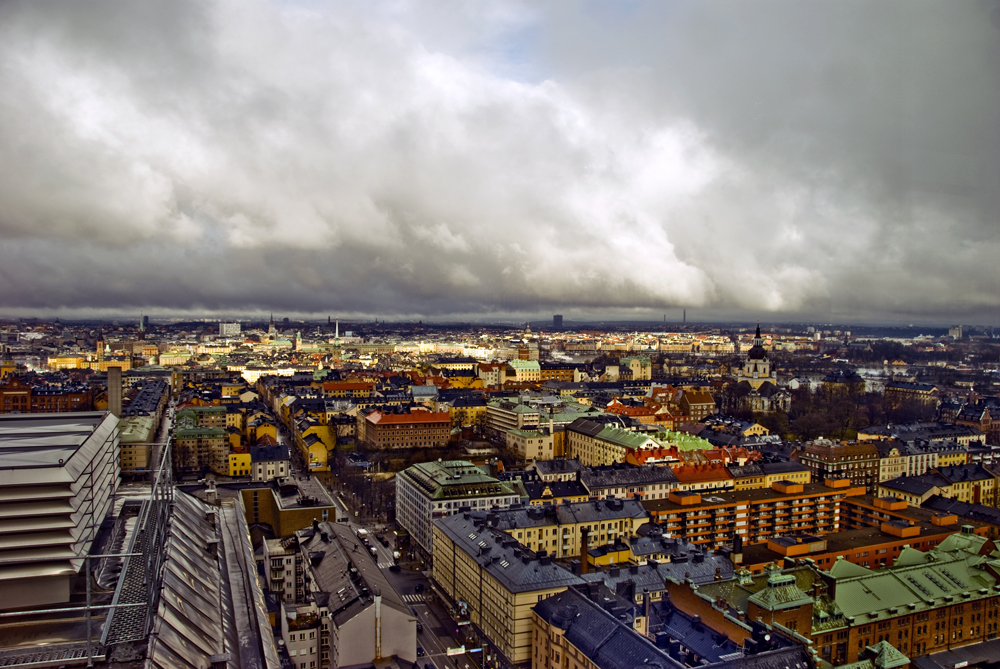
Utsikt från baren på våning 26.
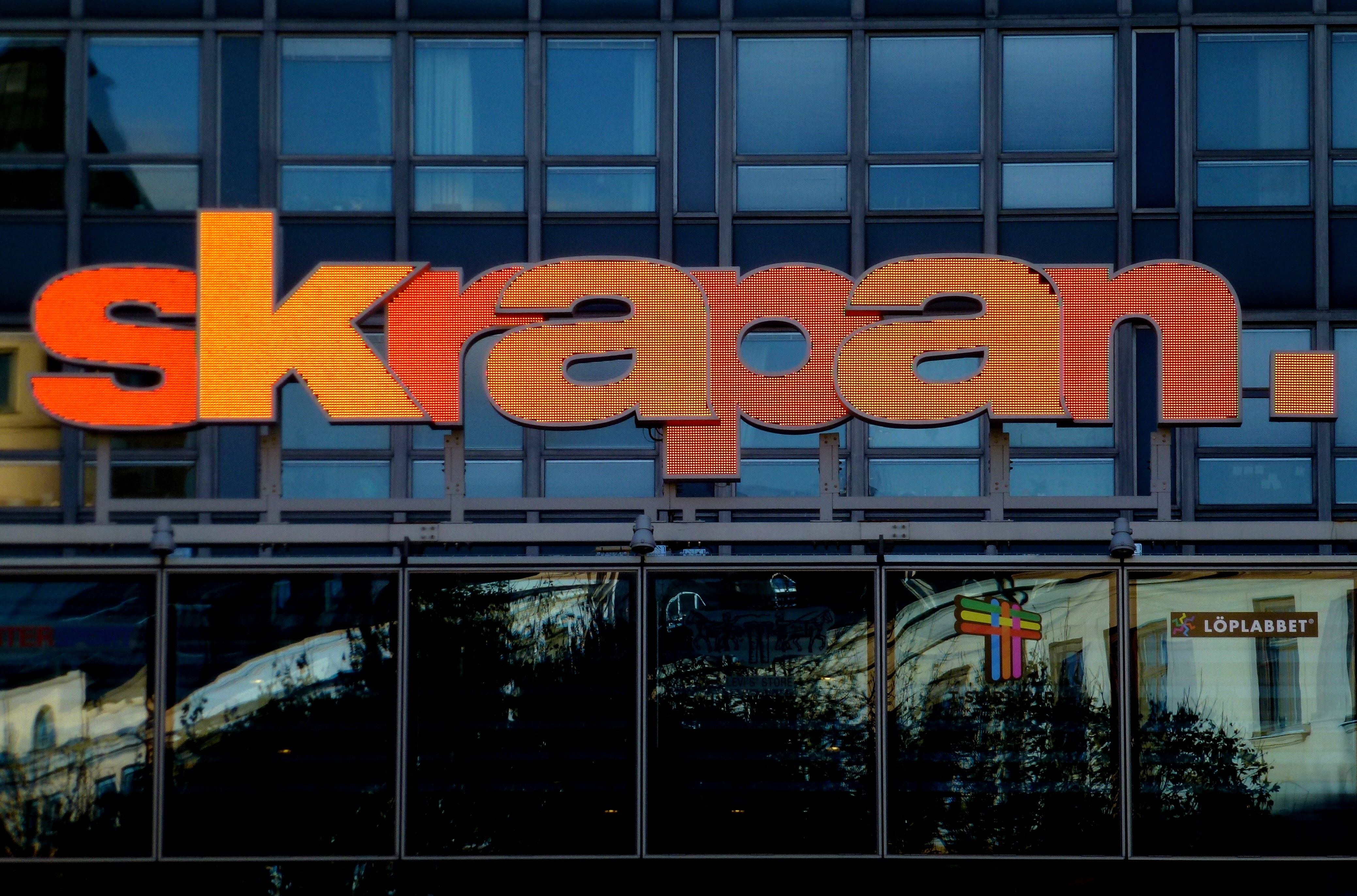
Skrapans skylt.
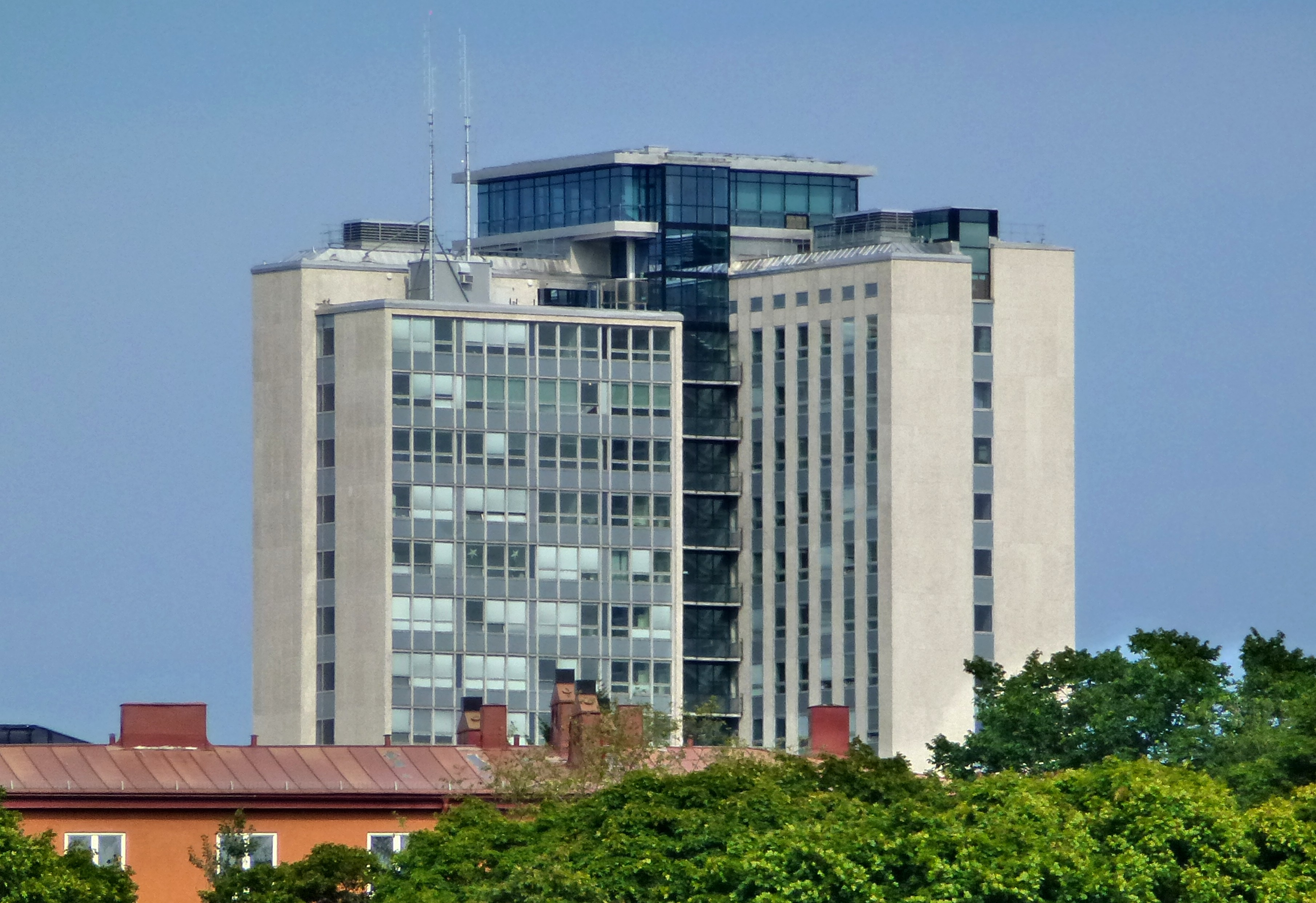
Restaurang och sky bar på taket.
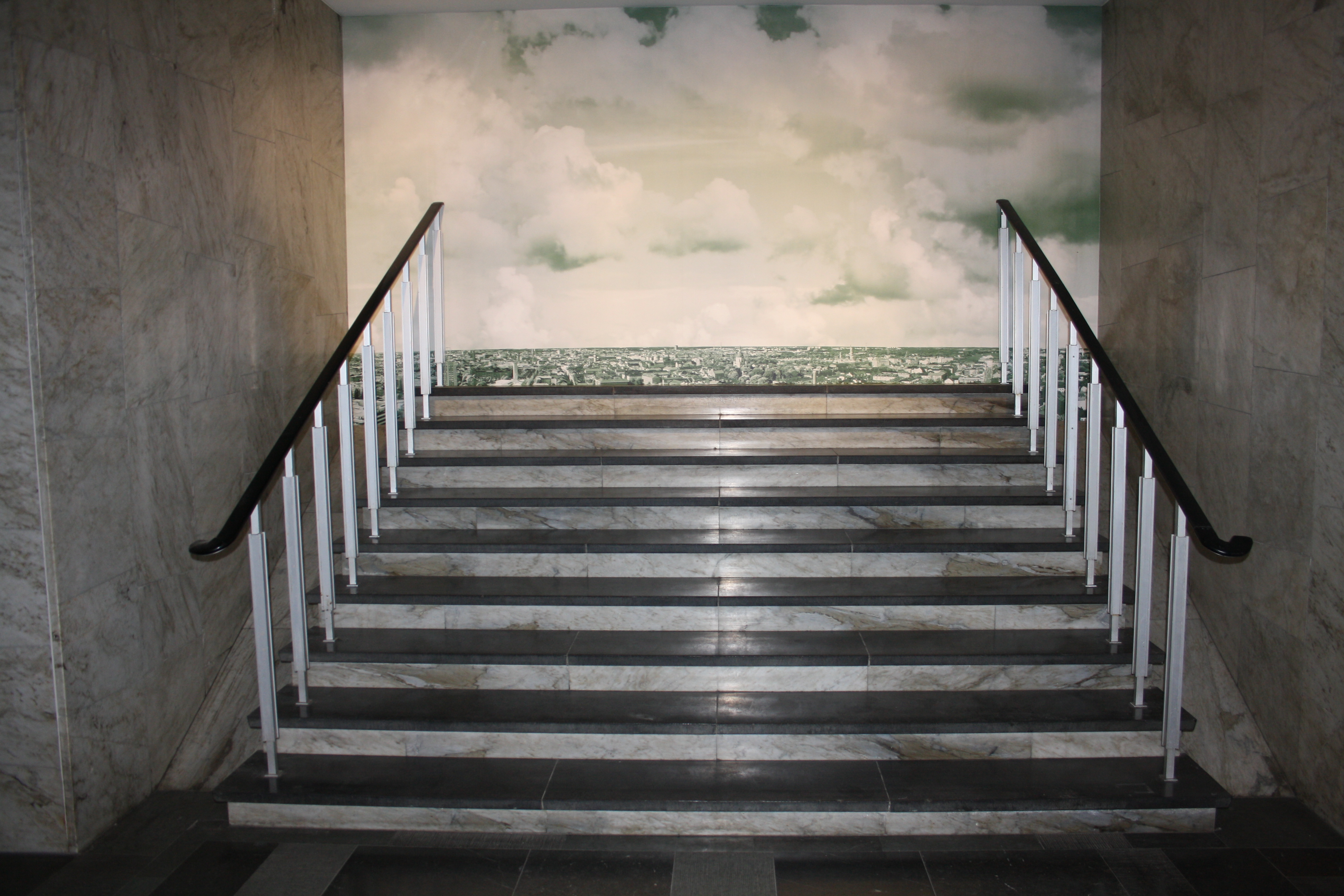
Trappa till allmänhetsrum
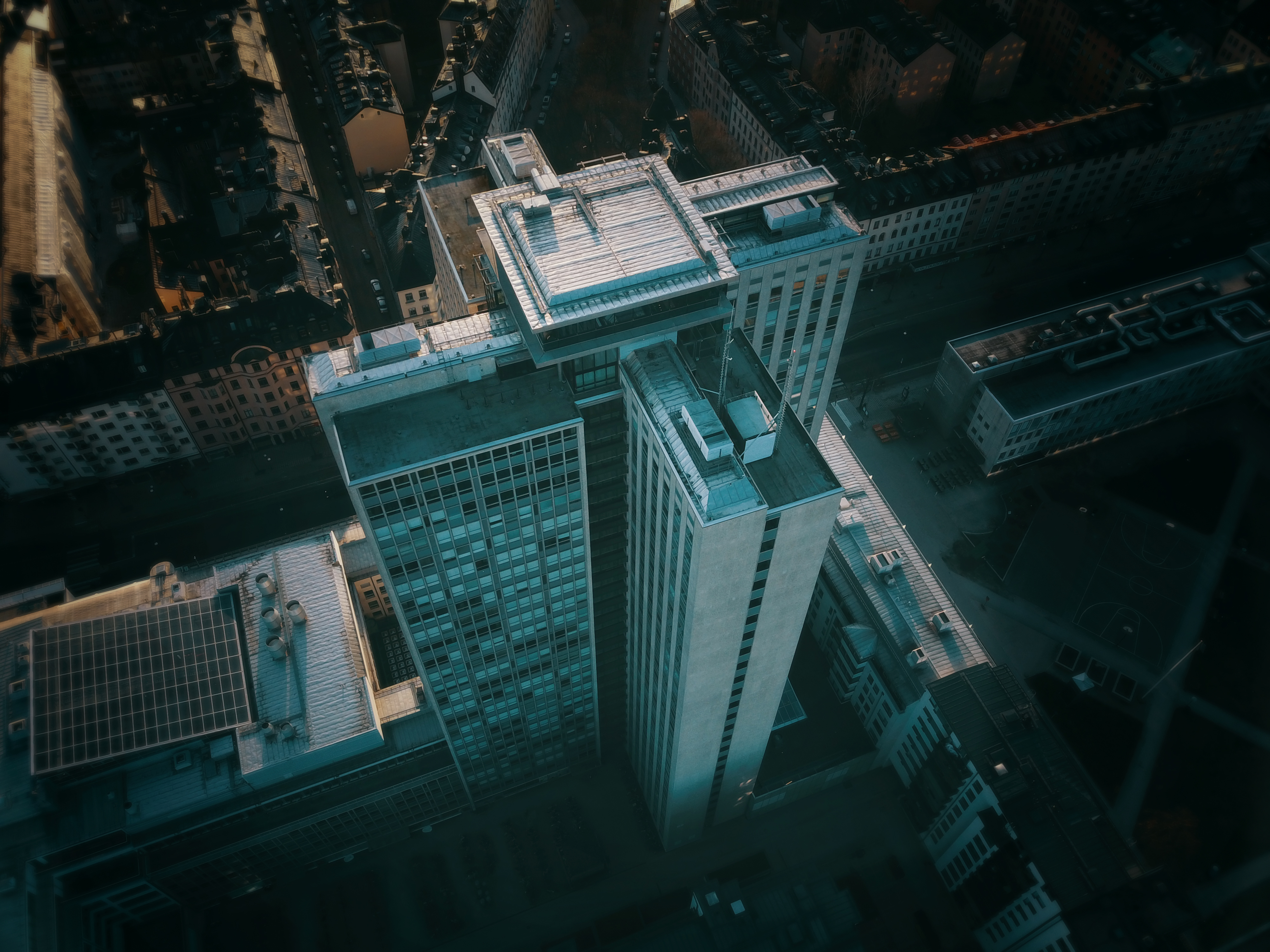
Skrapan från luften, 2018